# خوان مانويل بافون
خوان مانويل بافون (بالإسبانية: Juan Manuel Pavón)‏ (15 فبراير 1976 بولبة في إسبانيا - ) هو مدرب كرة قدم ولاعب كرة قدم إسباني في مركز الوسط. لعب مع راسينغ كلوب بورتوينسي وريكرياتيفو ونادي بطليوس ونادي سبتة وAyamonte CF ‏ ونادي الخيسيراس وAtlético Onubense ‏ ونادي ديبورتيفو الكالا.